# Міжнародна асоціація істориків права
Міжнародна асоціація істориків права (англ. International Association of Historians of Law) — добровільне самоврядне об'єднання істориків права та інших фахівців, що професійно займаються дослідженням проблем історії права. 
Асоціація заснована в 1996 році за ініціативою вчених Харківського національного університету внутрішніх справ та Інституту держави і права ім. В. М. Корецького НАН України. Зареєстрована МЮ України як міжнародна громадська організація в 2000 році.
Згідно зі своїм Статутом МАІП покликана забезпечити розвиток і поширення історико-правових знань та використання досягнень науки в справі розвитку права.
Штаб-квартира МАІП знаходиться в м. Харкові.
Двічі на рік, повесні та восени, МАІП проводить історико-правові конференції (читання).
Президентом асоціації є член-кореспондент Національної академії правових наук України, Заслужений юрист України, доктор юридичних наук, професор Олександр Назарович Ярмиш, Першим віцепрезидентом — Заслужений юрист України, Лауреат державної премії України в галузі науки і техніки, кандидат юридичних наук, професор Ігор Борисович Усенко.